# Edward Seegar
Edward Seegar neboli Edward England (1685, Irsko – 1721, Madagaskar) byl slavný africký a indický pirát a kapitán a to od roku 1717 do roku 1720.
Edward se narodil v Irsku okolo roku 1658 (přesné datum neznámé) do přísně katolické rodiny. Když se stal pirátem, změnil si jméno na Edward England a roku 1721 nakonec zemřel jako žebrák na Madagaskaru.

## Život
Jeho pirátská kariéra začala cestou na Jamajku, kde právě probíhala Válka o španělské dědictví. Na lodi byl zajat kapitánem Christophrem Wintrem a byl nucen připojit se k jejich posádce, později si ale získal jejich důvěru a stal se členem posádky. Na svých výpravách pokračoval do Afriky a přepadával obchodnické lodě. Jeden z nejzajímavějších úlovků byla britská loď Cadogan které velel kapitán Skinner. Tento muž byl později zabit, protože měl špatné vztahy s některými členy Edwardovy posádky. Edward se zde také setkal s Howellem Davisem, kterému později předal velení lodi Cadogan, a ten se stal poté slavným pirátem. Později udělal Edward první výměnu vlajkové lodi tím že přepadl významnou loď Perlu a přejmenoval jí na Royal James, bylo to poměrně dobré rozhodnutí, jelikož to byla úspěšná loď. Brzy vybudoval celé loďstvo. Na jaře 1719 se vrátil do Afriky, kde znovu přepadl několik lodí, přičemž některé byly přidány do pirátské flotily, některé byly spáleny. Později opět vyměnil vlajkovou loď Royal James za ještě úspěšnější holandskou loď Fancy. Podnikl i několik úspěšných výprav do oblasti Madagaskaru.
Do historie se také vepsal tím, že byl milosrdný k zajatcům. Na to také později doplatil; nejprve byl zbaven velení lodi a později skončil jako žebrák na ostrově Madagaskar, kde i zemřel